# Женская сборная Малайзии по флорболу
Женская национальная сборная Малайзии по флорболу — представляет Малайзию на международных соревнованиях по флорболу. Управляющей организацией является Ассоциация флорбола Малайзии (англ. Malaysian Floorball Association).

## Результаты выступлений

### Чемпионаты мира
| Год        | Победы         | Ничьи          | Поражения      | Место          |
| ---------- | -------------- | -------------- | -------------- | -------------- |
| 1997—2001  | не участвовали | не участвовали | не участвовали | не участвовали |
| 2003       | 0              | 0              | 5              | 18             |
| 2005       | 0              | 0              | 4              | 17             |
| 2011—н. в. | не участвовали | не участвовали | не участвовали | не участвовали |

### Чемпионаты  Азии и Тихоокеанского региона
| Год       | Победы         | Ничьи          | Поражения      | Место          |
| --------- | -------------- | -------------- | -------------- | -------------- |
| 2004      | 1              | 0              | 3              | 4              |
| 2005—2011 | не участвовали | не участвовали | не участвовали | не участвовали |

### Кубок Азии и Океании
| Год  | Победы | Ничьи | Поражения | Место |
| ---- | ------ | ----- | --------- | ----- |
| 2018 | 3      | 0     | 3         | 4     |
| 2022 | 2      | 0     | 4         | 3     |

### Игры Юго-Восточной Азии
| Год  | Победы | Ничьи | Поражения | Место |
| ---- | ------ | ----- | --------- | ----- |
| 2013 | 1      | 0     | 2         | 2     |
| 2015 | 0      | 0     | 2         | 3     |
| 2019 | .      | .     | .         | 3     |